# Kontinentális kongresszus
A kontinentális kongresszus az Amerikai Egyesült Államokat létrehozó, azt előkészítő tárgyalássorozat volt, mely több alkalommal zajlott 1774 és 1776 között Philadelphiában. A kontinentális kongresszus alatt a Philadelphiában az Egyesült Államok függetlenségi nyilatkozata elfogadásáig ülésező tizenhárom gyarmat részvételével ülésező gyűlések értendők. A Függetlenségi nyilatkozat elfogadása után a kontinentális kongresszus átalakult szövetségi kongresszussá, mely 1781-ig, az első konföderációs kongresszus összeüléséig ülésezett változó helyszínen, majd a konföderációs kongresszus 1789-ig, az első, a mai értelmében vett kétkamarás képviselőház létrejöttéig volt hivatalban.
Összességében, összefoglaló néven kontinentális kongresszusnak nevezzük azt az 1774 és 1789 között lezajlott üléssorozatot, amely elősegítette az Amerikai Egyesült Államok létrejöttét.

## Előzmények

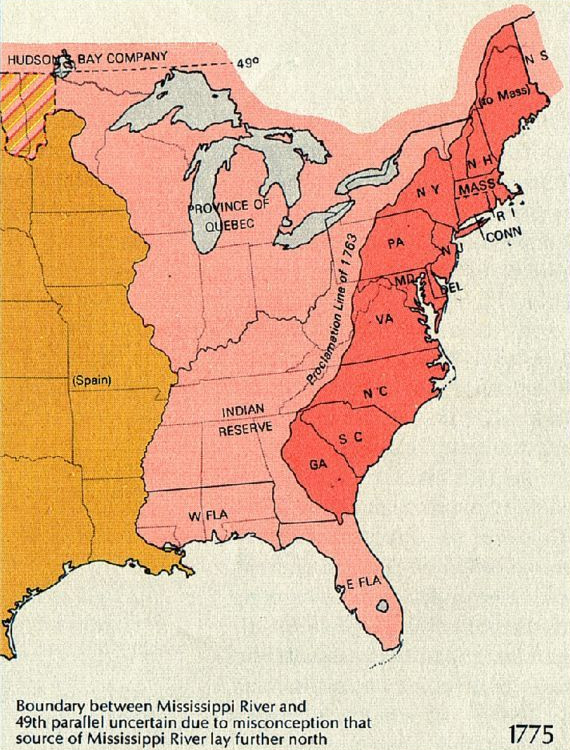
A háború előtti tizenhárom gyarmat területe (pirossal jelölve)

Anglia és az észak-amerikai gyarmatok között hosszú ideig állt fenn polgárjogi, valamint adózási probléma. Az alapprobléma az volt, hogy Anglia az adóból származó bevételt elvárta, de mint gyarmat az adózók részére semmiféle képviseletet, jogi vagy politikai megnyilvánulási lehetőséget nem biztosított. Az amerikai gyarmatokon élőknek nem kívántak képviseletet biztosítani a brit törvényhozásban. A király és az angol kormány, valamint hallgatólagosan az angol uralkodó által kinevezett királyi kormányzók által egyaránt támogatott megszorítások az ipari, vagy jövedelem törvények bevezetésével kezdődtek. Ezek korlátozták az amerikai feldolgozóipart. Ennek célja az volt, hogy megvédjék az angol ipart a konkurenciától, és egyúttal gyarmati státuszba szorítsák vissza az amerikai gazdaságot. Többek között ilyenek voltak a vastörvény, a kalaptörvény és a melasztörvény. Az amerikaiak számára legkomolyabb gondot a cukor- vagy melasztörvény okozta, mivel rendkívül magas vámot szabott ki a behozott melaszra, ami az amerikai rumkészítés és -exportálás üzletét tette veszteségessé. Mivel az amerikai kereskedők jelentős része ebből élt ez komoly veszteségeket okozott. Az angol uralommal szembeni ellenséges légkört szította az 1763-as királyi proklamáció is, mely tiltotta az Appalache-hegységen túli letelepedést, illetve az 1765. évi elszállásolási törvény, mely a brit hadsereg állománya számára kötelező ellátás és szállásbiztosítást írt elő.
Különböző szerveződések alakultak az intézkedések elleni fellépésre: Szabadság Fiai (Sons of Liberty), behozatalellenes mozgalom (nonimportation movement). A gyarmatok sikereket is értek el, egyes intézkedések többé-kevésbé visszavonták. Törekvésük volt, hogy beleszólást szerezzenek a rájuk kivetett adónemekbe, de a király iránt továbbra hűek kívántak maradni.
Az utcákon tüntetések zajlottak, melyeket a helyőrségek folyamatosan jelentettek Londonnak. 1770-re újabb brit katonákat kellett behívni, hogy fenn tudják tartani a rendet. A kaotikus körülmények miatt a helyiek és a katonák közti feszültség kiéleződött. Ennek eredménye lett az 1770. március 5-i bostoni sortűz, vagy bostoni mészárlás, ahol öt amerikai halt meg, és több mint egy tucat megsebesült.
A gyarmatok kárára és ellenkezését kiváltó újabb és újabb törvények (Stamp Act, Townshend-törvények, valamint  az 1773-as teatörvény) olyan felháborodást keltettek a gyarmatok lakóban, hogy szükségesnek éreztek összehívni egy az összes gyarmatot lefedő kvázi érdekvédelmi gyűlést. Végül ez a gyűléssorozat vezetett a függetlenedő Amerikai Egyesült Államok alapjainak lerakásához.

## Az első kontinentális kongresszus

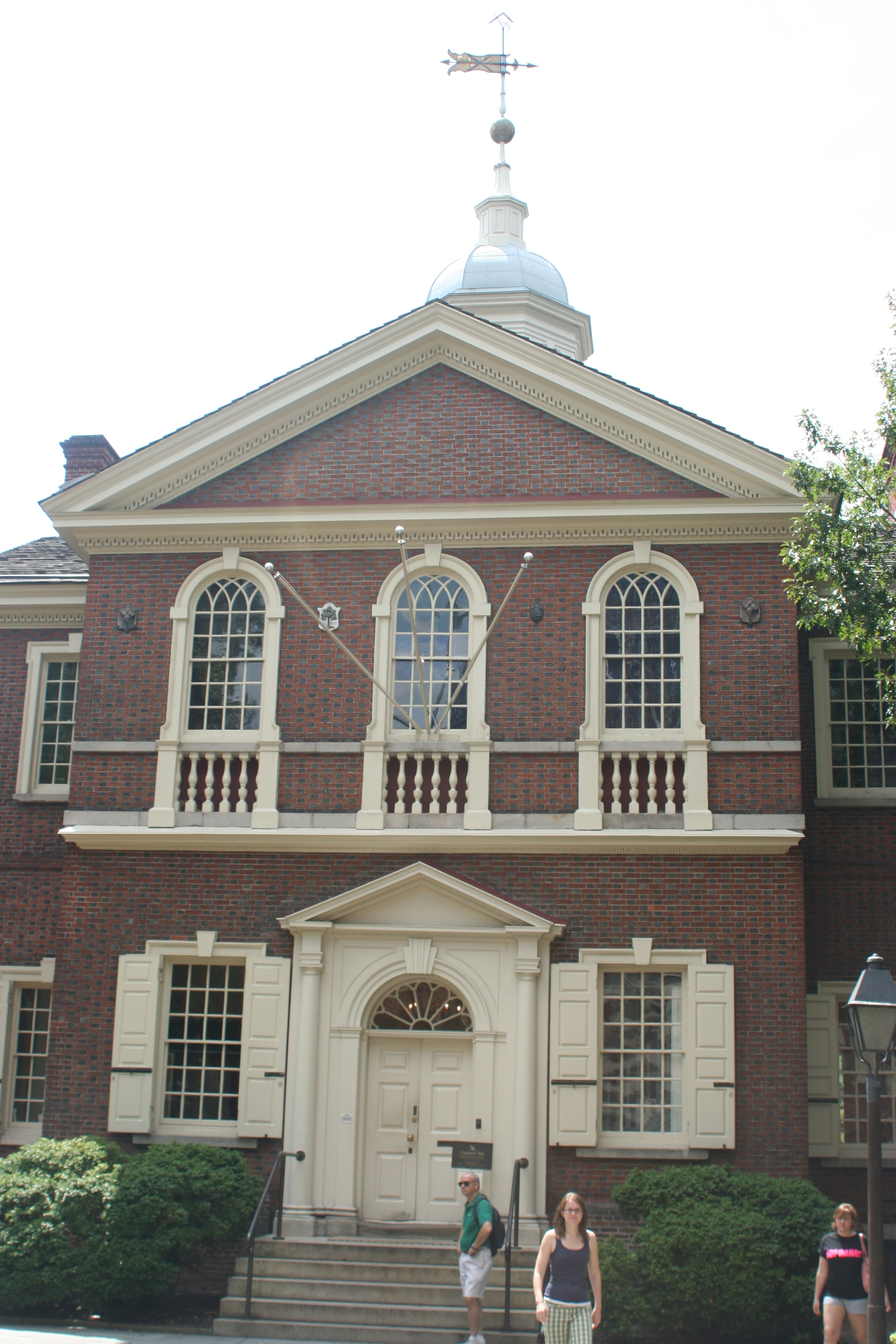
Carpenter Hall, Philadelphia, Pennsylvania – az első kontinentális kongresszus székhelye

Az első kontinentális kongresszus Philadelphiában, a Carpenter Hallban zajlott le, 1774. szeptember 5. és október 26. között. Az üléssorozaton a tizenhárom korabeli gyarmat közül tizenkettő képviseltette magát (a határozottan királypárti Georgia távol maradt), ötvenhat képviselővel. A kongresszus célja az volt, hogy megtalálja a lehetőséget a londoni kormányzattal való megegyezésre. Az amerikai követelések lényegében az autonómiáról, a gyarmatok súlyának megfelelő parlamenti képviseletről és beleszólásról az egész birodalmat érintő ügyekbe szóltak. Bár a kongresszus később a függetlenedő Amerikai Egyesült Államok törvényhozásának magja lett, az 1774-ben összeülő képviselők közül ekkor még csak a legradikálisabbak gondoltak a szakításra, s ez a gondolat nem is nyert különösebb támogatást. Ennek fő oka az lehetett, hogy a gyarmatoknak szüksége volt az angol uralkodó támogatására az amerikai őslakosok támadásaival szemben.
A Peyton Randolph elnökségével összeülő kontinentális kongresszus lehetőségei jelentősen korlátozottak voltak. Bár döntést hoztak a  Nagy-Britanniából érkező áruk bojkottjáról, valamint egy III. György brit király részére küldött petícióról, de más eszközük nem volt. Az angol kereskedelem szabotálása sikeresnek bizonyult, ellenben a petíciót teljes mértékben az angol udvar figyelmen kívül helyezte, arra semmiféle választ nem adott.
Az első kontinentális kongresszus legfontosabb eredménye a gyarmatok egységes fellépése lett. A Joseph Galloway által közzétett „uniós tervben” megálmodott autonóm észak-amerikai törvényhozó testület mintegy lenyomata volt ennek a kialakulóban lévő közös identitásnak, mely végül a függetlenség útjára vitte Amerikát. Mindehhez persze arra is szükség volt, hogy III. György király – az erőviszonyok hibás felmérése után – 1774 során nyilvánosan elutasítsa a tárgyalások lehetőségét is. Ennek hatására 1774. december 1-jén életbe lépett az angol áruk teljes bojkottja. Az első kontinentális kongresszus 1774. október 26-án fejezte be a munkáját, azzal a kitétellel, hogy ha a brit kormány nem foglalkozik követeléseikkel 1775. májusában új ülésszakot hívnak össze.

## A második kontinentális kongresszus

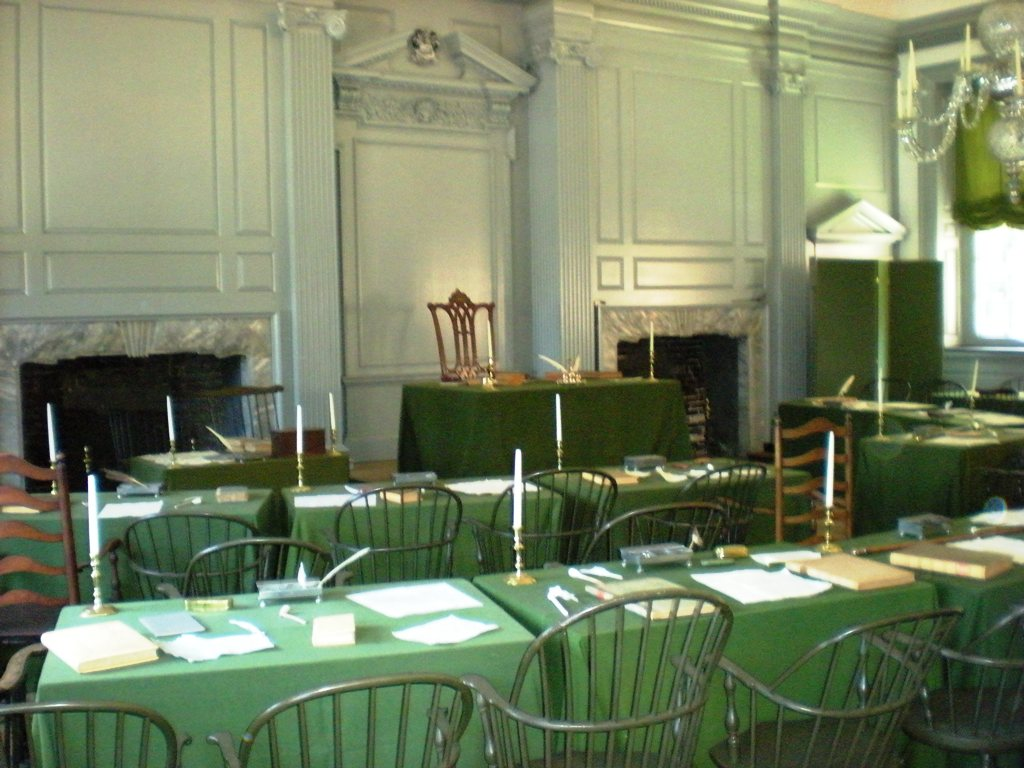
Independence Hall, Philadelphia, Pennsylvania – a második kontinentális kongresszus ülésterme

Az első kontinentális kongresszus után az engedetlenség felszámolására irányuló brit terveknek megfelelően újabb csapatokat küldtek Bostonba, és parancsnokuk Thomas Gage tábornok a gyarmat katonai kormányzója lett. Az első katonai összecsapásra 1775. április 19-én került sor, a  Bostonból a közeli Concord mellett. Itt a lázadók fegyver- és lőporkészletét akarták lefoglalni, valamint Samuel Adams és John Hancock radikális vezetőket akarták letartóztatni. Viszont a gyarmatok lázadó lakossága felkészülten várta a brit katonákat, s az összecsapás a lázadók győzelmével zárult. Ez az időpont tekinthető az amerikai függetlenségi háború kezdetének.
Az 1775 májusában, Philadelphiában összeült második kontinentális kongresszus egyes küldöttei számára a függetlenné válás már reális célnak tűnt, ám egyelőre senki sem sürgette. Bár sokan úgy gondolták, a brit parlamentnek nincs törvényes fennhatósága az amerikai gyarmatok felett, azt remélték, hogy III. György király az ő oldalukon foglal állást, mivel a hozzá és a brit alkotmányhoz való hűségüket továbbra is hangsúlyozták. 1775. július 5-én a kongresszus újabb petíciót fogalmazott meg, amelyet (hat hét múlva, amikor az Londonba ért) az uralkodó nem vett át. Augusztus 23-án, a Bunker Hill-i csata (június 17.) hírére reagálva György proklamációban jelentette ki, hogy az amerikai gyarmatok „nyílt lázadásba” kezdtek, október 26-án, a parlament nyitó ülésén tartott beszédében pedig színleltnek nevezte az amerikaiak iránta való hűségét, mivel valódi céljuk szerinte egy független birodalom megalapítása volt. György kijelentette, hogy szándékában áll a lázadás fegyverrel való elfojtása, és ehhez akár idegen csapatok segítségét is igénybe veszi.
A király válasza után a függetlenséget sürgető hangok felerősödtek; köztük az egyik leghatásosabb Thomas Paine-é volt, aki Józan ész című, hamar népszerűvé váló írásában (megj. 1776. január 10.) a teljes függetlenség és a köztársaság kikiáltása mellett érvelt.
Az 1776. június 7-én összeült kongresszus egyetértett Paine teljes függetlenségre való törekvésével. Június 11-étől Benjamin Franklin, John Adams, Thomas Jefferson, Robert R. Livingston és Roger Sherman elkezdték írni a nyilatkozatot, és összeállították az első változatot, ami július 1-jén került a kongresszus elé. John Hancock, a kongresszus elnöke, és titkára, Charles Thomson, július 4-én aláírta az okmányt. A nyilatkozat azonban csak augusztus 10-ére ért el Londonba, és csak 1783-ban, a párizsi békével lépett érvénybe.

## Szövetségi és konföderációs kongresszus
A Függetlenségi nyilatkozat elfogadása után a kontinentális kongresszus átalakult szövetségi kongresszussá. Ebben minden államnak egy szavazata volt, s a döntések meghozatalához kétharmados többség volt szükséges. Hosszas viták után derült ki ennek a rendszernek a működésképtelensége, s az 1787-ben elfogadott alkotmányba már gyakorlatilag a mai rendszer (minden államnak két szenátora van, minden állam lélekszámától függően küldhet képviselőt a kongresszusba) került be. 1781. március 1 és 1789. március 4. között konföderációs kongresszus néven ülésezett, amikor szerepét átvette az Egyesült Államok kétkamarás kongresszusa.

## Ülések helyszíne
A kontinentális (majd konföderációs) kongresszus a hadi állapotok miatt változó helyszíneken ülésezett.
Első kontinentális kongresszus:
- 1774. szeptember 5. – október 26.: Carpenter's House, Philadelphia, Pennsylvania

Második kontinentális kongresszus:
- 1775. május 10. – 1776. december 12.: Pennsylvania State House, Philadelphia, Pennsylvania

Szövetségi kongresszus:
- 1776. december 20. – 1777. február 27.: Henry Fite House, Baltimore, Maryland
- 1777. május 5. – 1777. szeptember 18.: Pennsylvania State House, Philadelphia
- 1777. szeptember 27. (egy napig): Court House, Lancaster, Pennsylvania
- 1777. szeptember 30. – 1778. június 27.: Court House, York, Pennsylvania
- 1778. június 2. – 1778. július 20.: College Hall, Philadelphia
- 1778. július 23. – 1781. március 1.: Pennsylvania State House, Philadelphia

Konföderációs kongresszus:
- 1781. március 1. – 1781. november 3.: Pennsylvania State House, Philadelphia
- 1781. november 5. – 1782. november 2.,: Pennsylvania State House, Philadelphia
- 1782. november 4. – 1783. június 21.: Pennsylvania State House, Philadelphia
- 1783. június 30. – 1783. november 1..: Princeton, New Jersey
- 1783. november 3. – 1783. november 4.: Princeton, New Jersey
- 1783. november 26. – 1784. június 3.: Annapolis, Maryland
- 1784. november 1. – 1784. december 24.: Trenton, New Jersey
- 1785. január 11. – 1785. november 4.: New York, New York
- 1785. november 7. – 1789. március 2.: New York, New York

## A kongresszus vezetése

### A kongresszus elnökei
|    | Kép | Név               | Állam          | Hivatali idő kezdete | Hivatali idő vége  |
| -- | --- | ----------------- | -------------- | -------------------- | ------------------ |
| 1  |     | Peyton Randolph   | Virginia       | September 5, 1774    | October 22, 1774   |
| 2  |     | Henry Middleton   | South Carolina | October 22, 1774     | October 26, 1774   |
| 3  |     | Peyton Randolph   | Virginia       | May 10, 1775         | May 24, 1775       |
| 4  |     | John Hancock      | Massachusetts  | May 24, 1775         | October 29, 1777   |
| 5  |     | Henry Laurens     | South Carolina | November 1, 1777     | December 9, 1778   |
| 6  |     | John Jay          | New York       | December 10, 1778    | September 28, 1779 |
| 7  |     | Samuel Huntington | Connecticut    | September 28, 1779   | July 10, 1781      |
| 8  |     | Thomas McKean     | Delaware       | July 10, 1781        | November 5, 1781   |
| 9  |     | John Hanson       | Maryland       | November 5, 1781     | November 4, 1782   |
| 10 |     | Elias Boudinot    | New Jersey     | November 4, 1782     | November 3, 1783   |
| 11 |     | Thomas Mifflin    | Pennsylvania   | November 3, 1783     | June 3, 1784       |
| 12 |     | Richard Henry Lee | Virginia       | November 30, 1784    | November 4, 1785   |
| 13 |     | John Hancock      | Massachusetts  | November 23, 1785    | June 5, 1786       |
| 14 |     | Nathaniel Gorham  | Massachusetts  | June 6, 1786         | November 3, 1786   |
| 15 |     | Arthur St. Clair  | Pennsylvania   | February 2, 1787     | November 4, 1787   |
| 16 |     | Cyrus Griffin     | Virginia       | January 22, 1788     | November 15, 1788  |

### A kongresszus titkára
| Kép | Név             | HIvatali időszak kezdete | Hivatali időszak vége |
| --- | --------------- | ------------------------ | --------------------- |
|     | Charles Thomson | 1774. május 24.          | 1789. március 2.      |

## Küldöttek listája
A listában jelzésre kerül, hogy az adott illető milyen dokumentum elfogadásában vett részt.
| Kép | Név                               | Állam          | Részvételi időszak              | Petíció (1774)   | Függetlenségi nyilatkozat | Szövetségi nyilatkozat | Alkotmány    |
| --- | --------------------------------- | -------------- | ------------------------------- | ---------------- | ------------------------- | ---------------------- | ------------ |
| 1   | Andrew Adams                      | Connecticut    | 1778                            | —                | —                         | X                      | —            |
| 2   | John Adams                        | Massachusetts  | 1774–1777                       | X                | X                         | —                      | —            |
| 3   | Samuel Adams                      | Massachusetts  | 1774–1781                       | X                | X                         | X                      | —            |
| 4   | Thomas Adams                      | Virginia       | 1778–1779                       | —                | —                         | X                      | —            |
| 5   | Robert Alexander                  | Maryland       | 1776                            | —                | —                         | —                      | —            |
| 6   | Andrew Allen                      | Pennsylvania   | 1775–1776                       | —                | —                         | —                      | —            |
| 7   | John Alsop                        | New York       | 1774–1776                       | X                | —                         | —                      | —            |
| 8   | John Armstrong, Sr.               | Pennsylvania   | 1779–1780                       | —                | —                         | —                      | —            |
| 9   | John Armstrong, Jr.               | Pennsylvania   | 1787–1788                       | —                | —                         | —                      | —            |
| 10  | Jonathan Arnold                   | Rhode Island   | 1782–1784                       | —                | —                         | —                      | —            |
| 11  | Peleg Arnold                      | Rhode Island   | 1787–1788                       | —                | —                         | —                      | —            |
| 12  | John B. Ashe                      | Észak-Karolina | 1787                            | —                | —                         | —                      | —            |
| 13  | Samuel John Atlee                 | Pennsylvania   | 1778–1782                       | —                | —                         | —                      | —            |
| 14  | Abraham Baldwin                   | Georgia        | 1785, 1787–1788                 | —                | —                         | —                      | X            |
| 15  | John Banister                     | Virginia       | 1778                            | —                | —                         | X                      | —            |
| 16  | Robert Barnwell                   | Dél-Karolina   | 1789                            | —                | —                         | —                      | —            |
| 17  | Josiah Bartlett                   | New Hampshire  | 1775–1776, 1778                 | —                | X                         | X                      | —            |
| 18  | John Bubenheim Bayard             | Pennsylvania   | 1785–1786                       | —                | —                         | —                      | —            |
| 19  | John Beatty                       | New Jersey     | 1784–1785                       | —                | —                         | —                      | —            |
| 20  | Gunning Bedford, Jr.              | Delaware       | 1783–1785                       | —                | —                         | —                      | X            |
| 21  | Thomas Bee                        | Dél-Karolina   | 1780–1782                       | —                | —                         | —                      | —            |
| 22  | Egbert Benson                     | New York       | 1784, 1787–1788                 | —                | —                         | —                      | —            |
| 23  | Richard Beresford                 | Dél-Karolina   | 1783–1784                       | —                | —                         | —                      | —            |
| 24  | Edward Biddle                     | Pennsylvania   | 1774–1775                       | X                | —                         | —                      | —            |
| 25  | William Bingham                   | Pennsylvania   | 1786–1788                       | —                | —                         | —                      | —            |
| 26  | Jonathan Blanchard                | New Hampshire  | 1783–1784, 1787                 | —                | —                         | —                      | —            |
| 27  | Richard Bland                     | Virginia       | 1774–1775                       | X                | —                         | —                      | —            |
| 28  | Theodorick Bland                  | Virginia       | 1780–1783                       | —                | —                         | —                      | —            |
| 29  | Timothy Bloodworth                | Észak-Karolina | 1786                            | —                | —                         | —                      | —            |
| 30  | William Blount                    | Észak-Karolina | 1782–1783, 1786–1787            | —                | —                         | —                      | X            |
| 31  | Simon Boerum                      | New York       | 1774–1775                       | X                | —                         | —                      | —            |
| 32  | Elias Boudinot                    | New Jersey     | 1778, 1781–1783                 | —                | —                         | —                      | —            |
| 33  | Carter Braxton                    | Virginia       | 1776                            | —                | X                         | —                      | —            |
| 34  | John Brown                        | Virginia       | 1787–1788                       | —                | —                         | —                      | —            |
| 35  | Nathan Brownson                   | Georgia        | 1777                            | —                | —                         | —                      | —            |
| 36  | John Bull                         | Dél-Karolina   | 1784–1787                       | —                | —                         | —                      | —            |
| 37  | Archibald Bulloch                 | Georgia        | 1775                            | —                | —                         | —                      | —            |
| 38  | Thomas Burke                      | Észak-Karolina | 1777–1781                       | —                | —                         | —                      | —            |
| 39  | William Burnet                    | New Jersey     | 1780–1781                       | —                | —                         | —                      | —            |
| 40  | Robert Burton                     | Észak-Karolina | 1787                            | —                | —                         | —                      | —            |
| 41  | Pierce Butler                     | Dél-Karolina   | 1787                            | —                | —                         | —                      | X            |
| 42  | Lambert Cadwalader                | New Jersey     | 1785–1787                       | —                | —                         | —                      | —            |
| 43  | William Carmichael                | Maryland       | 1778–1779                       | —                | —                         | —                      | —            |
| 44  | Edward Carrington                 | Virginia       | 1786–1788                       | —                | —                         | —                      | —            |
| 45  | Charles Carroll ("Barrister")     | Maryland       | 1776–1777                       | —                | —                         | —                      | —            |
| 46  | Charles Carroll ("of Carrollton") | Maryland       | 1776–1778                       | —                | X                         | —                      | —            |
| 47  | Daniel Carroll                    | Maryland       | 1781–1783                       | —                | —                         | X                      | X            |
| 48  | Richard Caswell                   | Észak-Karolina | 1774–1775                       | X                | —                         | —                      | —            |
| 49  | Jeremiah Chase                    | Maryland       | 1783–1784                       | —                | —                         | —                      | —            |
| 50  | Samuel Chase                      | Maryland       | 1774–1778                       | X                | X                         | —                      | —            |
| 51  | Abraham Clark                     | New Jersey     | 1776–1778, 1780–1783, 1786–1788 | —                | X                         | —                      | —            |
| 52  | William Clingan                   | Pennsylvania   | 1777–1779                       | —                | —                         | X                      | —            |
| 53  | George Clinton                    | New York       | 1775–1776                       | —                | —                         | —                      | —            |
| 54  | George Clymer                     | Pennsylvania   | 1776–1777, 1780–1782            | —                | X                         | —                      | X            |
| 55  | John Collins                      | Rhode Island   | 1778–1780, 1782–1783            | —                | —                         | X                      | —            |
| 56  | Silas Condict                     | New Jersey     | 1781–1783                       | —                | —                         | —                      | —            |
| 57  | Benjamin Contee                   | Maryland       | 1788                            | —                | —                         | —                      | —            |
| 58  | Joseph Platt Cooke                | Connecticut    | 1784–1785, 1787–1788            | —                | —                         | —                      | —            |
| 59  | Ezekiel Cornell                   | Rhode Island   | 1780–1782                       | —                | —                         | —                      | —            |
| 60  | Tench Coxe                        | Pennsylvania   | 1788–1789                       | —                | —                         | —                      | —            |
| 61  | Stephen Crane                     | New Jersey     | 1774–1776                       | X                | —                         | —                      | —            |
| 62  | William Cumming                   | Észak-Karolina | 1785                            | —                | —                         | —                      | —            |
| 63  | Thomas Cushing                    | Massachusetts  | 1774–1776                       | X                | —                         | —                      | —            |
| 64  | Francis Dana                      | Massachusetts  | 1777–1778, 1784                 | —                | —                         | X                      | —            |
| 65  | Nathan Dane                       | Massachusetts  | 1785–1789                       | —                | —                         | —                      | —            |
| 66  | John Dawson                       | Virginia       | 1788                            | —                | —                         | —                      | —            |
| 67  | Jonathan Dayton                   | New Jersey     | 1788–1789                       | —                | —                         | —                      | X            |
| 68  | Silas Deane                       | Connecticut    | 1774–1776                       | X                | —                         | —                      | —            |
| 69  | John De Hart                      | New Jersey     | 1774–1775                       | X                | —                         | —                      | —            |
| 70  | Charles DeWitt                    | New York       | 1784                            | —                | —                         | —                      | —            |
| 71  | Samuel Dick                       | New Jersey     | 1784–1785                       | —                | —                         | —                      | —            |
| 72  | John Dickinson                    | Delaware       | 1779                            | X (Pennsylvania) | —                         | X                      | X            |
| 72  | John Dickinson                    | Pennsylvania   | 1774–1776                       | X                | —                         | X (Delaware)           | X (Delaware) |
| 73  | Philemon Dickinson                | Delaware       | 1782–1783                       | —                | —                         | —                      | —            |
| 74  | William Henry Drayton             | Dél-Karolina   | 1778–1779                       | —                | —                         | X                      | —            |
| 75  | James Duane                       | New York       | 1774–1783                       | X                | —                         | X                      | —            |
| 76  | William Duer                      | New York       | 1777–1779                       | —                | —                         | X                      | —            |
| 77  | Eliphalet Dyer                    | Connecticut    | 1774–1779, 1782–1783            | X                | —                         | —                      | —            |
| 78  | Pierpont Edwards                  | Connecticut    | 1788                            | —                | —                         | —                      | —            |
| 79  | William Ellery                    | Rhode Island   | 1776–1785                       | —                | X                         | X                      | —            |
| 80  | Oliver Ellsworth                  | Connecticut    | 1778–1783                       | —                | —                         | —                      | —            |
| 81  | Jonathan Elmer                    | New Jersey     | 1777–1778, 1781–1783, 1787–1788 | —                | —                         | —                      | —            |
| 82  | Nicholas Eveleigh                 | Dél-Karolina   | 1781–1782                       | —                | —                         | —                      | —            |
| 83  | John Fell                         | New Jersey     | 1778–1780                       | —                | —                         | —                      | —            |
| 84  | William Few                       | Georgia        | 1780–1782, 1786–1788            | —                | —                         | —                      | X            |
| 85  | William Fitzhugh                  | Virginia       | 1779                            | —                | —                         | —                      | —            |
| 86  | Thomas Fitzsimons                 | Pennsylvania   | 1782–1783                       | —                | —                         | —                      | X            |
| 87  | William Fleming                   | Virginia       | 1779                            | —                | —                         | —                      | —            |
| 88  | William Floyd                     | New York       | 1774–1776, 1779–1783            | X                | X                         | —                      | —            |
| 89  | Nathaniel Folsom                  | New Hampshire  | 1774, 1777–1780                 | X                | —                         | —                      | —            |
| 90  | James Forbes                      | Maryland       | 1778–1780                       | —                | —                         | —                      | —            |
| 91  | Uriah Forrest                     | Maryland       | 1787                            | —                | —                         | —                      | —            |
| 92  | Abiel Foster                      | New Hampshire  | 1783–1785                       | —                | —                         | —                      | —            |
| 93  | Benjamin Franklin                 | Pennsylvania   | 1775–1776                       | —                | X                         | —                      | X            |
| 94  | Frederick Frelinghuysen           | New Jersey     | 1779, 1783                      | —                | —                         | —                      | —            |
| 95  | George Frost                      | New Hampshire  | 1777–1779                       | —                | —                         | —                      | —            |
| 96  | Christopher Gadsden               | Dél-Karolina   | 1774–1776                       | X                | —                         | —                      | —            |
| 97  | Joseph Galloway                   | Pennsylvania   | 1774                            | X                | —                         | —                      | —            |
| 98  | Leonard Gansevoort                | New York       | 1788                            | —                | —                         | —                      | —            |
| 99  | John Gardner                      | Rhode Island   | 1789                            | —                | —                         | —                      | —            |
| 100 | Joseph Gardner                    | Pennsylvania   | 1784–1785                       | —                | —                         | —                      | —            |
| 101 | David Gelston                     | New York       | 1789                            | —                | —                         | —                      | —            |
| 102 | Elbridge Gerry                    | Massachusetts  | 1776–1781, 1783–1785            | —                | X                         | X                      | —            |
| 103 | John Lewis Gervais                | Dél-Karolina   | 1782–1783                       | —                | —                         | —                      | —            |
| 104 | William Gibbons                   | Georgia        | 1784                            | —                | —                         | —                      | —            |
| 105 | John Taylor Gilman                | New Hampshire  | 1782–1783                       | —                | —                         | —                      | —            |
| 106 | Nicholas Gilman                   | New Hampshire  | 1787–1789                       | —                | —                         | —                      | X            |
| 107 | Robert Goldsborough               | Maryland       | 1774–1776                       | —                | —                         | —                      | —            |
| 108 | Nathaniel Gorham                  | Massachusetts  | 1782–1783, 1785–1787            | —                | —                         | —                      | X            |
| 109 | William Grayson                   | Virginia       | 1785–1787                       | —                | —                         | —                      | —            |
| 110 | Cyrus Griffin                     | Virginia       | 1778–1780, 1787–1788            | —                | —                         | —                      | —            |
| 111 | Button Gwinnett                   | Georgia        | 1776                            | —                | X                         | —                      | —            |
| 112 | John Habersham                    | Georgia        | 1785                            | —                | —                         | —                      | —            |
| 113 | John Hall                         | Maryland       | 1775                            | —                | —                         | —                      | —            |
| 114 | Lyman Hall                        | Georgia        | 1775–1777                       | —                | X                         | —                      | —            |
| 115 | Alexander Hamilton                | New York       | 1782–1783, 1788                 | —                | —                         | —                      | X            |
| 116 | John Hancock                      | Massachusetts  | 1775–1778                       | —                | X                         | X                      | —            |
| 117 | Edward Hand                       | Pennsylvania   | 1784–1785                       | —                | —                         | —                      | —            |
| 118 | John Hanson                       | Maryland       | 1780–1782                       | —                | —                         | X                      | —            |
| 119 | Samuel Hardy                      | Virginia       | 1783–1785                       | —                | —                         | —                      | —            |
| 120 | John Haring                       | New York       | 1774, 1785–1787                 | —                | —                         | —                      | —            |
| 121 | Cornelius Harnett                 | Észak-Karolina | 1777–1779                       | —                | —                         | X                      | —            |
| 122 | Benjamin Harrison                 | Virginia       | 1774–1777                       | X                | X                         | —                      | —            |
| 123 | William Harrison, Jr.             | Maryland       | 1786                            | —                | —                         | —                      | —            |
| 124 | John Hart                         | New Jersey     | 1776                            | —                | X                         | —                      | —            |
| 125 | John Harvie                       | Virginia       | 1777–1778                       | —                | —                         | X                      | —            |
| 126 | Benjamin Hawkins                  | Észak-Karolina | 1781–1783, 1787                 | —                | —                         | —                      | —            |
| 127 | Jonathan Hazard                   | Rhode Island   | 1788                            | —                | —                         | —                      | —            |
| 128 | William Hemsley                   | Maryland       | 1782–1783                       | —                | —                         | —                      | —            |
| 129 | James Henry                       | Virginia       | 1780                            | —                | —                         | —                      | —            |
| 130 | John Henry                        | Maryland       | 1778–1780, 1785–1786            | —                | —                         | —                      | —            |
| 131 | Patrick Henry                     | Virginia       | 1774–1775                       | X                | —                         | —                      | —            |
| 132 | William Henry                     | Pennsylvania   | 1784–1785                       | —                | —                         | —                      | —            |
| 133 | Joseph Hewes                      | Észak-Karolina | 1774–1776, 1779                 | X                | X                         | —                      | —            |
| 134 | Thomas Heyward, Jr.               | Dél-Karolina   | 1776–1778                       | —                | X                         | X                      | —            |
| 135 | Stephen Higginson                 | Massachusetts  | 1783                            | —                | —                         | —                      | —            |
| 136 | Whitmell Hill                     | Észak-Karolina | 1778–1780                       | —                | —                         | —                      | —            |
| 137 | William Hindman                   | Maryland       | 1785–1786                       | —                | —                         | —                      | —            |
| 138 | Samuel Holten                     | Massachusetts  | 1778–1780, 1783–1785, 1787      | —                | —                         | X                      | —            |
| 139 | William Hooper                    | Észak-Karolina | 1774–1777                       | X                | X                         | —                      | —            |
| 140 | Stephen Hopkins                   | Rhode Island   | 1774–1776                       | X                | X                         | —                      | —            |
| 141 | Francis Hopkinson                 | New Jersey     | 1776                            | —                | X                         | —                      | —            |
| 142 | Josiah Hornblower                 | New Jersey     | 1785–1786                       | —                | —                         | —                      | —            |
| 143 | Titus Hosmer                      | Connecticut    | 1778                            | —                | —                         | X                      | —            |
| 144 | William Houston                   | New Jersey     | 1779–1781, 1784–1785            | —                | —                         | —                      | —            |
| 145 | John Houstoun                     | Georgia        | 1775                            | —                | —                         | —                      | —            |
| 146 | William Houstoun                  | Georgia        | 1784–1786                       | —                | —                         | —                      | —            |
| 147 | John Eager Howard                 | Maryland       | 1788                            | —                | —                         | —                      | —            |
| 148 | David Howell                      | Rhode Island   | 1782–1785                       | —                | —                         | —                      | —            |
| 149 | Richard Howly                     | Georgia        | 1780–1781                       | —                | —                         | —                      | —            |
| 150 | Daniel Huger                      | Dél-Karolina   | 1786–1788                       | —                | —                         | —                      | —            |
| 151 | Charles Humphreys                 | Pennsylvania   | 1774–1776                       | X                | —                         | —                      | —            |
| 152 | Benjamin Huntington               | Connecticut    | 1780, 1782–1783, 1788           | —                | —                         | —                      | —            |
| 153 | Samuel Huntington                 | Connecticut    | 1776, 1778–1781, 1783           | —                | X                         | X                      | —            |
| 154 | Richard Hutson                    | Dél-Karolina   | 1778–1779                       | —                | —                         | X                      | —            |
| 155 | Jared Ingersoll                   | Pennsylvania   | 1780                            | —                | —                         | —                      | X            |
| 156 | William Irvine                    | Pennsylvania   | 1787–1788                       | —                | —                         | —                      | —            |
| 157 | Ralph Izard                       | Dél-Karolina   | 1782–1783                       | —                | —                         | —                      | —            |
| 158 | David Jackson                     | Pennsylvania   | 1785                            | —                | —                         | —                      | —            |
| 159 | Jonathan Jackson                  | Massachusetts  | 1782                            | —                | —                         | —                      | —            |
| 160 | John Jay                          | New York       | 1774–1776, 1778–1779            | X                | —                         | —                      | —            |
| 161 | Thomas Jefferson                  | Virginia       | 1775–1776, 1783–1784            | —                | X                         | —                      | —            |
| 162 | Daniel of St. Thomas Jenifer      | Maryland       | 1779–1781                       | —                | —                         | —                      | X            |
| 163 | Thomas Johnson                    | Maryland       | 1774–1776                       | X                | —                         | —                      | —            |
| 164 | William Samuel Johnson            | Connecticut    | 1785–1787                       | —                | —                         | —                      | X            |
| 165 | Samuel Johnston                   | Észak-Karolina | 1780–1781                       | —                | —                         | —                      | —            |
| 166 | Allen Jones                       | Észak-Karolina | 1779–1780                       | —                | —                         | —                      | —            |
| 167 | Joseph Jones                      | Virginia       | 1777, 1780–1783                 | —                | —                         | —                      | —            |
| 168 | Noble Wimberly Jones              | Georgia        | 1781–1782                       | —                | —                         | —                      | —            |
| 169 | Willie Jones                      | Észak-Karolina | 1780–1781                       | —                | —                         | —                      | —            |
| 170 | John Kean                         | Dél-Karolina   | 1785–1787                       | —                | —                         | —                      | —            |
| 171 | Dyre Kearney                      | Delaware       | 1787–1788                       | —                | —                         | —                      | —            |
| 172 | Rufus King                        | Massachusetts  | 1784–1787                       | —                | —                         | —                      | X            |
| 173 | Francis Kinloch                   | Dél-Karolina   | 1780                            | —                | —                         | —                      | —            |
| 174 | James Kinsey                      | New Jersey     | 1774–1775                       | X                | —                         | —                      | —            |
| 175 | John Langdon                      | New Hampshire  | 1775–1776, 1783–1784            | —                | —                         | —                      | X            |
| 176 | Woodbury Langdon                  | New Hampshire  | 1779                            | —                | —                         | —                      | —            |
| 177 | Edward Langworthy                 | Georgia        | 1777–1779                       | —                | —                         | X                      | —            |
| 178 | John Lansing, Jr.                 | New York       | 1785                            | —                | —                         | —                      | —            |
| 179 | John Laurance                     | New York       | 1785–1787                       | —                | —                         | —                      | —            |
| 180 | Henry Laurens                     | Dél-Karolina   | 1777–1780                       | —                | —                         | X                      | —            |
| 181 | Richard Law                       | Connecticut    | 1777, 1781–1782                 | —                | —                         | —                      | —            |
| 182 | Arthur Lee                        | Virginia       | 1782–1784                       | —                | —                         | —                      | —            |
| 183 | Francis Lightfoot Lee             | Virginia       | 1775–1779                       | —                | X                         | X                      | —            |
| 184 | Henry Lee                         | Virginia       | 1786–1788                       | —                | —                         | —                      | —            |
| 185 | Richard Henry Lee                 | Virginia       | 1774–1779, 1784–1785, 1787      | X                | X                         | X                      | —            |
| 186 | Thomas Sim Lee                    | Maryland       | 1783                            | —                | —                         | —                      | —            |
| 187 | Francis Lewis                     | New York       | 1775–1779                       | —                | X                         | X                      | —            |
| 188 | Ezra L'Hommedieu                  | New York       | 1779–1783, 1788                 | —                | —                         | —                      | —            |
| 189 | Samuel Livermore                  | New Hampshire  | 1780–1782, 1785–1786            | —                | —                         | —                      | —            |
| 190 | Philip Livingston                 | New York       | 1774–1778                       | X                | X                         | —                      | —            |
| 191 | Robert R. Livingston              | New York       | 1775–1776, 1779–1780, 1784      | —                | —                         | —                      | —            |
| 192 | Walter Livingston                 | New York       | 1784–1785                       | —                | —                         | —                      | —            |
| 193 | William Livingston                | New Jersey     | 1774–1776                       | X                | —                         | —                      | X            |
| 194 | Edward Lloyd                      | Maryland       | 1783–1784                       | —                | —                         | —                      | —            |
| 195 | Pierse Long                       | New Hampshire  | 1785–1786                       | —                | —                         | —                      | —            |
| 196 | James Lovell                      | Massachusetts  | 1777–1782                       | —                | —                         | X                      | —            |
| 197 | Isaac Low                         | New York       | 1774                            | X                | —                         | —                      | —            |
| 198 | John Lowell                       | Massachusetts  | 1782                            | —                | —                         | —                      | —            |
| 199 | Thomas Lynch                      | Dél-Karolina   | 1774–1776                       | X                | —                         | —                      | —            |
| 200 | Thomas Lynch, Jr.                 | Dél-Karolina   | 1776                            | —                | X                         | —                      | —            |
| 201 | James Madison                     | Virginia       | 1780–1783, 1787–1788            | —                | —                         | —                      | X            |
| 202 | James Manning                     | Rhode Island   | 1786                            | —                | —                         | —                      | —            |
| 203 | Henry Marchant                    | Rhode Island   | 1777–1779                       | —                | —                         | X                      | —            |
| 204 | John Mathews                      | Dél-Karolina   | 1778–1781                       | —                | —                         | X                      | —            |
| 205 | Timothy Matlack                   | Pennsylvania   | 1780                            | —                | —                         | —                      | —            |
| 206 | Eleazer McComb                    | Delaware       | 1783–1784                       | —                | —                         | —                      | —            |
| 207 | Alexander McDougall               | New York       | 1781                            | —                | —                         | —                      | —            |
| 208 | James McHenry                     | Maryland       | 1783–1785                       | —                | —                         | —                      | X            |
| 209 | Thomas McKean                     | Delaware       | 1774–1776, 1778–1782            | X                | X                         | X                      | —            |
| 210 | James McLene                      | Pennsylvania   | 1779–1780                       | —                | —                         | —                      | —            |
| 211 | James Mercer                      | Virginia       | 1779                            | —                | —                         | —                      | —            |
| 212 | John Francis Mercer               | Virginia       | 1783–1784                       | —                | —                         | —                      | —            |
| 213 | Samuel Meredith                   | Pennsylvania   | 1786–1788                       | —                | —                         | —                      | —            |
| 214 | Arthur Middleton                  | Dél-Karolina   | 1776–1777, 1781–1782            | —                | X                         | —                      | —            |
| 215 | Henry Middleton                   | Dél-Karolina   | 1774–1775                       | X                | —                         | —                      | —            |
| 216 | Thomas Mifflin                    | Pennsylvania   | 1774–1775, 1782–1784            | X                | —                         | —                      | X            |
| 217 | Nathan Miller                     | Rhode Island   | 1786                            | —                | —                         | —                      | —            |
| 218 | Nathaniel Mitchell                | Delaware       | 1787–1788                       | —                | —                         | —                      | —            |
| 219 | Stephen Mix Mitchell              | Connecticut    | 1785–1788                       | —                | —                         | —                      | —            |
| 220 | James Monroe                      | Virginia       | 1783–1786                       | —                | —                         | —                      | —            |
| 221 | John Montgomery                   | Pennsylvania   | 1782–1784                       | —                | —                         | —                      | —            |
| 222 | Joseph Montgomery                 | Pennsylvania   | 1780–1782                       | —                | —                         | —                      | —            |
| 223 | Cadwalader Morris                 | Pennsylvania   | 1783–1784                       | —                | —                         | —                      | —            |
| 224 | Gouverneur Morris                 | New York       | 1778–1779                       | —                | —                         | X                      | X            |
| 225 | Lewis Morris                      | New York       | 1775–1777                       | —                | X                         | —                      | —            |
| 226 | Robert Morris                     | Pennsylvania   | 1775–1778                       | —                | X                         | X                      | X            |
| 227 | John Morton                       | Pennsylvania   | 1774–1776                       | X                | X                         | —                      | —            |
| 228 | Isaac Motte                       | Dél-Karolina   | 1780–1782                       | —                | —                         | —                      | —            |
| 229 | Daniel Mowry, Jr.                 | Rhode Island   | 1780–1782                       | —                | —                         | —                      | —            |
| 230 | Frederick Muhlenberg              | Pennsylvania   | 1779–1780                       | —                | —                         | —                      | —            |
| 231 | Abner Nash                        | Észak-Karolina | 1782–1783                       | —                | —                         | —                      | —            |
| 232 | Thomas Nelson, Jr.                | Virginia       | 1775–1777, 1779                 | —                | X                         | —                      | —            |
| 233 | Samuel Osgood                     | Massachusetts  | 1781–1784                       | —                | —                         | —                      | —            |
| 234 | Samuel Allyne Otis                | Massachusetts  | 1787–1788                       | —                | —                         | —                      | —            |
| 235 | William Paca                      | Maryland       | 1774–1779                       | X                | X                         | —                      | —            |
| 236 | Mann Page                         | Virginia       | 1777                            | —                | —                         | —                      | —            |
| 237 | Ephraim Paine                     | New York       | 1784                            | —                | —                         | —                      | —            |
| 238 | Robert Treat Paine                | Massachusetts  | 1774–1776                       | X                | X                         | —                      | —            |
| 239 | John Parker                       | Dél-Karolina   | 1786–1788                       | —                | —                         | —                      | —            |
| 240 | George Partridge                  | Massachusetts  | 1779–1785                       | —                | —                         | —                      | —            |
| 241 | John Patten                       | Delaware       | 1786                            | —                | —                         | —                      | —            |
| 242 | Nathaniel Peabody                 | New Hampshire  | 1779–1780                       | —                | —                         | —                      | —            |
| 243 | William Peery                     | Delaware       | 1786                            | —                | —                         | —                      | —            |
| 244 | Philip Pell                       | New York       | 1789                            | —                | —                         | —                      | —            |
| 245 | Edmund Pendleton                  | Virginia       | 1774–1775                       | X                | —                         | —                      | —            |
| 246 | John Penn                         | Észak-Karolina | 1775–1780                       | —                | X                         | X                      | —            |
| 247 | Richard Peters, Jr.               | Pennsylvania   | 1782–1783                       | —                | —                         | —                      | —            |
| 248 | Charles Pettit                    | Pennsylvania   | 1785–1787                       | —                | —                         | —                      | —            |
| 249 | William Pierce                    | Georgia        | 1787                            | —                | —                         | —                      | —            |
| 250 | Charles Pinckney                  | Dél-Karolina   | 1784–1787                       | —                | —                         | —                      | X            |
| 251 | George Plater                     | Maryland       | 1778–1780                       | —                | —                         | —                      | —            |
| 252 | Zephaniah Platt                   | New York       | 1785–1786                       | —                | —                         | —                      | —            |
| 253 | Richard Potts                     | Maryland       | 1781                            | —                | —                         | —                      | —            |
| 254 | David Ramsay                      | Dél-Karolina   | 1782–1783, 1785–1786            | —                | —                         | —                      | —            |
| 255 | Nathaniel Ramsey                  | Maryland       | 1786–1787                       | —                | —                         | —                      | —            |
| 256 | Edmund Randolph                   | Virginia       | 1779, 1781–1782                 | —                | —                         | —                      | —            |
| 257 | Peyton Randolph                   | Virginia       | 1774–1775                       | X                | —                         | —                      | —            |
| 258 | George Read                       | Delaware       | 1774–1777                       | X                | X                         | —                      | X            |
| 259 | Jacob Read                        | Dél-Karolina   | 1783–1785                       | —                | —                         | —                      | —            |
| 260 | Joseph Reed                       | Pennsylvania   | 1778                            | —                | —                         | X                      | —            |
| 261 | James Randolph Reid               | Pennsylvania   | 1787–1789                       | —                | —                         | —                      | —            |
| 262 | Samuel Rhoads                     | Pennsylvania   | 1774                            | —                | —                         | —                      | —            |
| 263 | Daniel Roberdeau                  | Pennsylvania   | 1777–1779                       | —                | —                         | X                      | —            |
| 264 | Caesar Rodney                     | Delaware       | 1774–1776                       | X                | X                         | —                      | —            |
| 265 | Thomas Rodney                     | Delaware       | 1781–1782, 1786                 | —                | —                         | —                      | —            |
| 266 | John Rogers                       | Maryland       | 1775–1776                       | —                | —                         | —                      | —            |
| 267 | Jesse Root                        | Connecticut    | 1778–1782                       | —                | —                         | —                      | —            |
| 268 | David Ross                        | Maryland       | 1787–1789                       | —                | —                         | —                      | —            |
| 269 | George Ross                       | Pennsylvania   | 1774–1777                       | X                | X                         | —                      | —            |
| 270 | Benjamin Rumsey                   | Maryland       | 1776–1777                       | —                | —                         | —                      | —            |
| 271 | Benjamin Rush                     | Pennsylvania   | 1776–1777                       | —                | X                         | —                      | —            |
| 272 | Edward Rutledge                   | Dél-Karolina   | 1774–1776                       | X                | X                         | —                      | —            |
| 273 | John Rutledge                     | Dél-Karolina   | 1774–1775, 1782–1783            | X                | —                         | —                      | X            |
| 274 | James Schureman                   | New Jersey     | 1786–1787                       | —                | —                         | —                      | —            |
| 275 | Philip Schuyler                   | New York       | 1775, 1777, 1779–1780           | —                | —                         | —                      | —            |
| 276 | John Morin Scott                  | New York       | 1780–1783                       | —                | —                         | —                      | —            |
| 277 | Nathaniel Scudder                 | New Jersey     | 1778–1779                       | —                | —                         | X                      | —            |
| 278 | James Searle                      | Pennsylvania   | 1778–1780                       | —                | —                         | —                      | —            |
| 279 | Theodore Sedgwick                 | Massachusetts  | 1785–1786, 1788                 | —                | —                         | —                      | —            |
| 280 | Joshua Seney                      | Maryland       | 1788                            | —                | —                         | —                      | —            |
| 281 | Jonathan Sergeant                 | New Jersey     | 1776–1777                       | —                | —                         | —                      | —            |
| 282 | William Sharpe                    | Észak-Karolina | 1779–1781                       | —                | —                         | —                      | —            |
| 283 | Roger Sherman                     | Connecticut    | 1774–1781, 1784                 | X                | X                         | X                      | X            |
| 284 | William Shippen                   | Pennsylvania   | 1779–1780                       | —                | —                         | —                      | —            |
| 285 | John Sitgreaves                   | Észak-Karolina | 1785                            | —                | —                         | —                      | —            |
| 286 | James Smith                       | Pennsylvania   | 1776–1778                       | —                | X                         | —                      | —            |
| 287 | Jonathan Bayard Smith             | Pennsylvania   | 1777–1778                       | —                | —                         | X                      | —            |
| 288 | Melancton Smith                   | New York       | 1785–1787                       | —                | —                         | —                      | —            |
| 289 | Meriwether Smith                  | Virginia       | 1778, 1780–1781                 | —                | —                         | —                      | —            |
| 290 | Richard Smith                     | New Jersey     | 1774–1776                       | X                | —                         | —                      | —            |
| 291 | Thomas Smith                      | Pennsylvania   | 1781–1782                       | —                | —                         | —                      | —            |
| 292 | William Smith                     | Maryland       | 1777                            | —                | —                         | —                      | —            |
| 293 | Richard Dobbs Spaight             | Észak-Karolina | 1783–1785                       | —                | —                         | —                      | X            |
| 294 | Joseph Spencer                    | Connecticut    | 1779                            | —                | —                         | —                      | —            |
| 295 | Arthur St. Clair                  | Pennsylvania   | 1786–1787                       | —                | —                         | —                      | —            |
| 296 | John Stevens                      | New Jersey     | 1784                            | —                | —                         | —                      | —            |
| 297 | Charles Stewart                   | New Jersey     | 1784–1785                       | —                | —                         | —                      | —            |
| 298 | Richard Stockton                  | New Jersey     | 1776                            | —                | X                         | —                      | —            |
| 299 | Thomas Stone                      | Maryland       | 1775–1776, 1778, 1784           | —                | X                         | —                      | —            |
| 300 | Jonathan Sturges                  | Connecticut    | 1786                            | —                | —                         | —                      | —            |
| 301 | John Sullivan                     | New Hampshire  | 1774–1775, 1780–1781            | X                | —                         | —                      | —            |
| 302 | John Swann                        | Észak-Karolina | 1788                            | —                | —                         | —                      | —            |
| 303 | James Sykes                       | Delaware       | 1777                            | —                | —                         | —                      | —            |
| 304 | John Cleves Symmes                | New Jersey     | 1785–1786                       | —                | —                         | —                      | —            |
| 305 | George Taylor                     | Pennsylvania   | 1776                            | —                | X                         | —                      | —            |
| 306 | Edward Telfair                    | Georgia        | 1778, 1780–1782                 | —                | —                         | X                      | —            |
| 307 | George Thatcher                   | Massachusetts  | 1787–1789                       | —                | —                         | —                      | —            |
| 308 | Matthew Thornton                  | New Hampshire  | 1776–1777                       | —                | X                         | —                      | —            |
| 309 | Matthew Tilghman                  | Maryland       | 1774–1776                       | X                | —                         | —                      | —            |
| 310 | James Tilton                      | Delaware       | 1783–1784                       | —                | —                         | —                      | —            |
| 311 | Thomas Tudor Tucker               | Dél-Karolina   | 1787–1788                       | —                | —                         | —                      | —            |
| 312 | Nicholas Van Dyke                 | Delaware       | 1777–1781                       | —                | —                         | X                      | —            |
| 313 | James Mitchell Varnum             | Rhode Island   | 1780–1781, 1787                 | —                | —                         | —                      | —            |
| 314 | John M. Vining                    | Delaware       | 1784–1785                       | —                | —                         | —                      | —            |
| 315 | James Wadsworth                   | Connecticut    | 1784                            | —                | —                         | —                      | —            |
| 316 | Jeremiah Wadsworth                | Connecticut    | 1788                            | —                | —                         | —                      | —            |
| 317 | John Walker                       | Virginia       | 1780                            | —                | —                         | —                      | —            |
| 318 | George Walton                     | Georgia        | 1776–1777, 1780–1781            | —                | X                         | X                      | —            |
| 319 | John Walton                       | Georgia        | 1778                            | —                | —                         | —                      | —            |
| 320 | Artemas Ward                      | Massachusetts  | 1780–1781                       | —                | —                         | —                      | —            |
| 321 | Samuel Ward                       | Rhode Island   | 1774–1776                       | X                | —                         | —                      | —            |
| 322 | George Washington                 | Virginia       | 1774–1775                       | X                | —                         | —                      | X            |
| 323 | John Wentworth Jr.                | New Hampshire  | 1778                            | —                | —                         | X                      | —            |
| 324 | Samuel Wharton                    | Delaware       | 1782–1783                       | —                | —                         | —                      | —            |
| 325 | William Whipple                   | New Hampshire  | 1776–1779                       | —                | X                         | —                      | —            |
| 326 | James White                       | Észak-Karolina | 1786–1788                       | —                | —                         | —                      | —            |
| 327 | Phillips White                    | New Hampshire  | 1782–1783                       | —                | —                         | —                      | —            |
| 328 | John Williams                     | Észak-Karolina | 1778–1779                       | —                | —                         | X                      | —            |
| 329 | William Williams                  | Connecticut    | 1776–1777                       | —                | X                         | —                      | —            |
| 330 | Hugh Williamson                   | Észak-Karolina | 1782–1785, 1787–1789            | —                | —                         | —                      | X            |
| 331 | Thomas Willing                    | Pennsylvania   | 1775–1776                       | —                | —                         | —                      | —            |
| 332 | James Wilson                      | Pennsylvania   | 1775–1777, 1783, 1785–1786      | —                | X                         | —                      | X            |
| 333 | Paine Wingate                     | New Hampshire  | 1788                            | —                | —                         | —                      | —            |
| 334 | Henry Wisner                      | New York       | 1774–1776                       | X                | —                         | —                      | —            |
| 335 | John Witherspoon                  | New Jersey     | 1776–1782                       | —                | X                         | X                      | —            |
| 336 | Oliver Wolcott                    | Connecticut    | 1776–1778, 1780–1783            | —                | X                         | X                      | —            |
| 337 | Joseph Wood                       | Georgia        | 1777–1778                       | —                | —                         | —                      | —            |
| 338 | Turbutt Wright                    | Maryland       | 1782                            | —                | —                         | —                      | —            |
| 339 | Henry Wynkoop                     | Pennsylvania   | 1779–1782                       | —                | —                         | —                      | —            |
| 340 | George Wythe                      | Virginia       | 1775–1776                       | —                | X                         | —                      | —            |
| 341 | Abraham Yates                     | New York       | 1787–1788                       | —                | —                         | —                      | —            |
| 342 | Peter W. Yates                    | New York       | 1786                            | —                | —                         | —                      | —            |
| 343 | John Joachim Zubly                | Georgia        | 1775                            | —                | —                         | —                      | —            |